# 周秋野
周秋野（1913年8月—2008年6月17日），江苏无锡人，中华人民共和国政治人物、外交官。

## 生平
1937年，随无锡抗日青年流亡服务团抵达武汉八路军办事处。1938年参加山西青年抗敌决死队。1949年后，历任沈阳市人民政府秘书长，中共中央东北局统战部秘书长，东北行政委员会副秘书长，辽宁省人民政府秘书长。1964年2月22日，中华人民共和国与刚果共和国建交，并开始派遣驻刚果特命全权大使。周秋野担任首任中华人民共和国驻刚果共和国大使。1967年，由王雨田接任。1976年，担任中华人民共和国驻澳大利亚大使。1978年，担任中华人民共和国驻南斯拉夫社会主义联邦共和国大使。2008年6月17日在北京逝世，享年95岁。

## 荣誉

### 外国勋章奖章
- 南斯拉夫国旗大绶勋章（南斯拉夫，1981年1月6日于贝尔格莱德颁发[3]）